# Martha-prisen
Martha-prisen er en litteraturpris, der uddeles af boghandlerkæden Bog & idé. 
Prisen er indstiftet i 1989  under navnet Danskernes Yndlingsforfatter. 
Siden 2013 har den båret navnet Martha-prisen, opkaldt efter den første prismodtager, Martha Christensen.
Alle interesserede kan nominere værker og efterfølgende stemme på de værker, der har modtaget flest nomineringer.

## Modtagere
- 2023: Benjamin Koppel
- 2022: Kim Faber og Janni Pedersen
- 2021: Katrine Engberg
- 2020: Sara Blædel
- 2019: Jens Henrik Jensen
- 2018: Leonora Christina Skov
- 2017: Jesper Stein
- 2016: Michael Katz Krefeld
- 2015: Øbro & Tornbjerg[2]
- 2014: Sara Blædel
- 2013: Jussi Adler-Olsen
- 2012: Jussi Adler-Olsen
- 2011: Jussi Adler-Olsen
- 2010: Sara Blædel
- 2009: Sara Blædel
- 2008: Hanne Vibeke Holst
- 2007: Sara Blædel
- 2006: Leif Davidsen
- 2005: Hanne Vibeke Holst
- 2004: Jane Aamund
- 2003: Johannes Møllehave
- 2002: J.R.R. Tolkien
- 2001: J.K. Rowling
- 2000: J.K. Rowling
- 1999: Jane Aamund
- 1998: Jane Aamund
- 1997: Jane Aamund
- 1996: Peter Høeg
- 1995: Ib Michael
- 1994: Johannes Møllehave
- 1993: Peter Høeg
- 1992: Lise Nørgaard
- 1991: Stephen King
- 1990: Bjarne Reuter
- 1989: Martha Christensen